# Aeropuerto Internacional de Košice
El Aeropuerto Internacional de Košice (en eslovaco: Medzinárodné letisko Košice) (IATA: KSC, OACI: LZKZ) sirve a Košice, Eslovaquia y es el segundo mayor aeropuerto internacional de Eslovaquia. Está ubicado a unos 6 km hacia el sur de la ciudad, 230 m (755 pies) sobre el nivel del mar, cubriendo un área de 3,50 km². Opera vuelos tanto regulares como chárter, y tanto nacionales como internacionales. Los dos mayores tipos de aeronave que pueden aterrizar en el aeropuertos son el Boeing 767 y el Airbus A310. La capacidad del aeropuerto es actualmente de unos 700.000 pasajeros por año o de 1.000 pasajeros por hora.

## Historia
La construcción del actual aeropuerto se inició en 1950, cerca del suburbio de Barca, Rimavská Sobota. En 1954 comenzaron las obras para la construcción de la primera fase de la nueva terminal de pasajeros, el hangar y la nueva torre de control. En 1955 se iniciaron vuelos directos entre Košice y Praga. La fuente de energía fue reforzada mediante transformadores de mayor potencia en 1962. El creciente tráfico aéreo hizo necesaria la construcción de una terminal más amplia a mediados de la década de 1960. La fundación de Academia de la Fuerza Aérea SNP en 1973 reforzó la importancia de la aviación en la por entonces República de Checoslovaquia. Entre 1974 y 1977 la pista fue extendida en 1.100 m, la planta generadora de energía fue reconstruida y un sistema de luces fue instalado para cumplir con las especificaciones CAT II de la OACI. Las operaciones militares en el aeropuerto fueron suspendidas a partir del 2004. 
Tráfico de pasajeros y cantidad de operaciones desde el año 2000:
| Year                             | 2000    | 2001    | 2002    | 2003    | 2004    | 2005    |
| -------------------------------- | ------- | ------- | ------- | ------- | ------- | ------- |
| Tráfico de Pasajeros             | 125.844 | 138.083 | 161.827 | 187.716 | 231.410 | 269.885 |
| Movimiento de cargas (toneladas) | 277     | 500     | 257     | 322     | 368     | 448     |

## Terminales

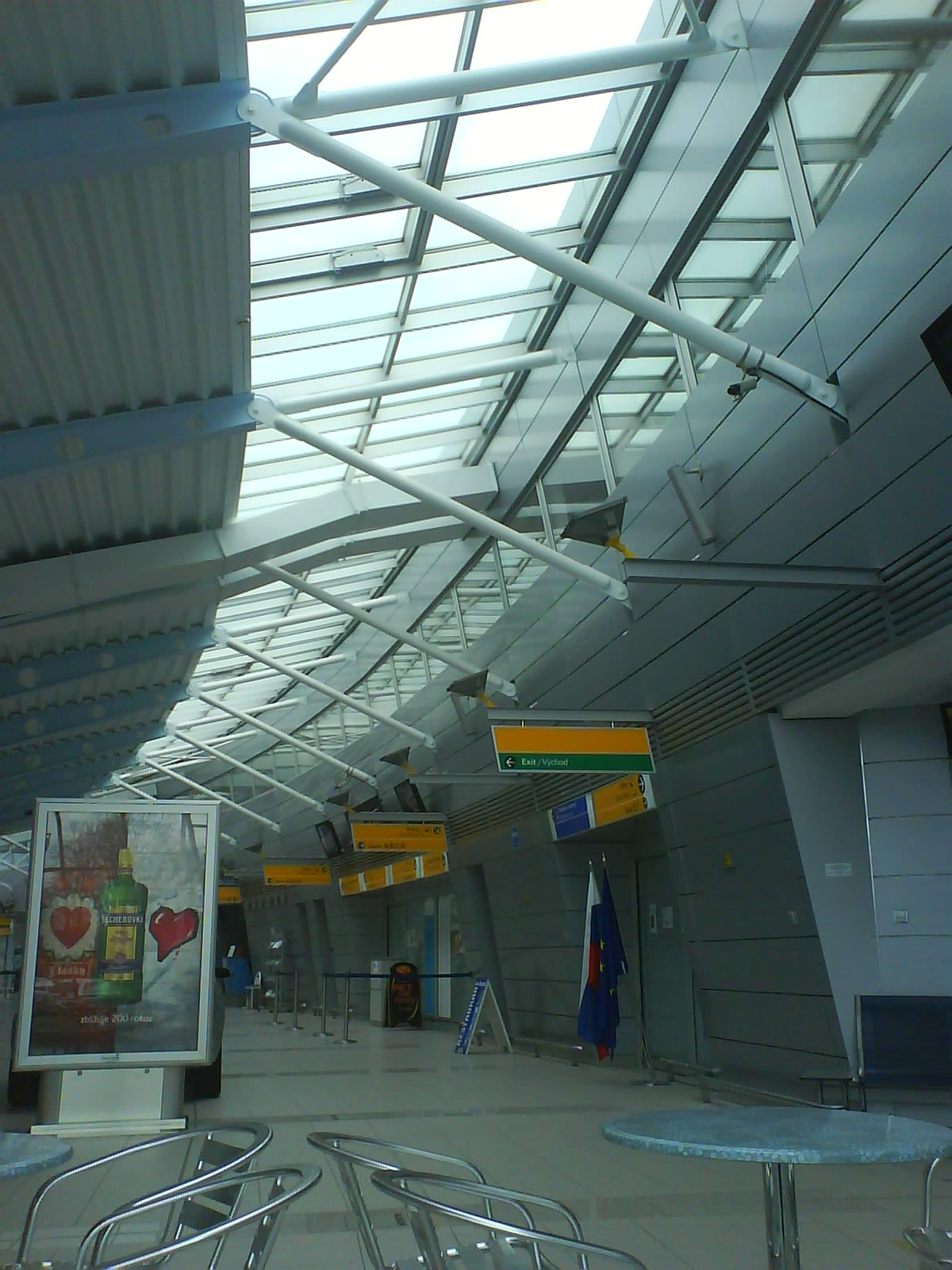
Vista interior de la nueva terminal del Aeropuerto Internacional de Košice.

El área total de la terminal es de 4.456 m², de los cuales más de 3500 m² están diseñados para el uso de los pasajeros. Entre las instalaciones se incluyen áreas de partidas y arribos, tanto nacionales como internacionales, agencias de aviación y turismo, una enfermería, una sala de estar y una sala para viajeros de negocios. También cuenta con restaurantes, alquiler de autos y pequeños locales comerciales.

## Aerolíneas y destinos
Las siguientes aerolíneas operan vuelos regulares al Aeropuerto de Košice:
| Aerolíneas                    | Destinos |
| ----------------------------- | --- |
| Air Cairo                     | Chárter estacional: Marsa Matruh |
| Austrian Airlines             | Viena |
| Bulgaria Air                  | Chárter estacional: Burgas |
| Corendon Airlines             | Chárter estacional: Antalya |
| FlyEgypt                      | Chárter estacional: Hurghada |
| Freebird Airlines             | Chárter estacional: Antalya |
| LOT Polish Airlines           | Varsovia–Chopin |
| Ryanair                       | Liverpool, Londres–Stansted, Praga Estacional: Dublín, Zadar (inicia 2 de junio de 2024) |
| SkyAlps                       | Chárter estacional: Brač |
| Smartwings                    | Estacional: Burgas, Heraclión, Lárnaca, Palma de Mallorca (reinicia 5 de junio de 2024), Rodas Chárter estacional: Antalya, Hurghada, Esmirna (inicia 6 de junio de 2024), Monastir, Tirana (inicia 3 de junio de 2024), Zante (inicia 6 de junio de 2024) |
| Swiss International Air Lines | Zúrich (inicia 27 de marzo de 2024) |
| Tailwind Airlines             | Chárter estacional: Antalya |
| Wizz Air                      | Londres–Luton |

Las siguientes aerolíneas operan u operaron vuelos chárter, además de las arriba mencionadas:
- Bulgarian Air Charter (Bourgas)
- Air Slovakia (Egipto)
- Slovak Airlines (hasta el 2006)